# Medizinische Ausbildungsforschung
Die medizinische Ausbildungsforschung (engl.: medical education Research) beschäftigt sich mit der Erhebung von Daten der Berufsausbildung von Medizinern und Pflegefachkräften, die  zur Ermittlung und Bewertung der bei Lehr- und Lerntätigkeit verwendeten Methoden und der dadurch vermittelten und erlernten Inhalte dient.
In ihrer Methodik und auch hinsichtlich des jeweils verwendeten Studiendesigns hat die medizinische Ausbildungsforschung eine große Ähnlichkeit mit den jeweiligen Forschungen in den Sozial- und Erziehungswissenschaft und wenig methodische Nähe zur biomedizinischen Forschung.
Aus einer Analyse des Wissenschaftsrats im Jahr 2004 ging hervor, dass die medizinische Lehre im Gegensatz zur Forschung und Krankenversorgung in Deutschland zu gering gewichtet werde. Zu diesem Zeitpunkt waren nur wenige Projekte der Ausbildungsforschung etabliert, aber seither hat sich dieser Themenbereich kontinuierlich erweitert. Als relativ junges Forschungsfeld behandelt die medizinische Ausbildungsforschung dennoch einen relativ umfangreichen Themenkomplex und deckt viele unterschiedliche Aspekte ab. Das Spektrum reicht von der Grundlagenforschung zur Kognitionspsychologie bis hin zu praktischen Untersuchungen im Lehr- und Lernverhalten. Die Erkenntnisse können in die Erstellung und Entwicklung von Curricula einfließen und  bei der Ausrichtung der entsprechenden Fakultäten genutzt werden.